# NGC 911
NGC 911 è una galassia ellittica situata nella costellazione di Andromeda, a una distanza di circa 267 milioni di anni luce dalla nostra Via Lattea.

## Scoperta
La galassia è stata scoperta il 30 ottobre 1878 dall'astronomo francese Édouard Stephan.

## Supernova
Il 25 agosto 2006, all'interno di NGC 911 è stata scoperta la supernova SN 2006em da  R. Mostardi, H. Khandrika e W. Li nel corso del programma LOSS (Lick Observatory Supernova Search) dell'Osservatorio Lick. La supernova è stata classificata di tipo Ia-pec.